# Дальневосточный государственный технический рыбохозяйственный университет
Дальневосто́чный госуда́рственный техни́ческий рыбохозя́йственный университе́т (Дальрыбвтуз) — высшее учебное заведение, расположенное во Владивостоке. Готовит специалистов для морского флота (судовождение, эксплуатация судовых установок), рыбного хозяйства и пищевой промышленности.

## История
8 апреля 1930 года Дальневосточный краевой исполнительный комитет рабочих, крестьянских, казачьих и красноармейских депутатов поставил вопрос «Об осуществлении плана строительства вузов ДВК», на основании которого было принято постановление об открытии Дальневосточного рыбного института в г. Владивостоке в составе рыбохозяйственного и рыбопромышленного факультетов..
9 мая 1930 году приказом Народного комиссариата внешней торговли был создан Дальневосточный институт рыбной промышленности. Институт рассчитан на 120 студентов и состоял из четырёх факультетах: организационно-экономическом, промыслово-биологическом, механики добывающего флота, технологическом с двумя отделениями: консервным и технологии. Абитуриенты должны были сдать вступительные экзамены по математике, физике, русскому языку и обществоведению.
В 1933 году был осуществлён первый выпуск экономистов, но из-за недостатка средств Народный комиссариат внешней торговли принял решение о переводе студентов в Московский технический институт рыбной промышленности и хозяйства имени А. И. Микояна, Астраханский технический институт рыбной промышленности и Владивостокский рыбохозяйственный техникум.
11 января 1946 года Постановлением Совета Народных Комиссаров СССР № 51 принял решение о восстановлении в г. Владивостоке на базе Дальневосточного морского рыбопромышленного техникума Технического института рыбной промышленности и хозяйства с факультетами: технологическим, механическим и промышленного рыболовства.
В 1958 году вуз открыл заочное отделение для подготовки кадров рыбной и пищевой промышленностей, а в 1 апреля 1959 года — вечерний факультет.
В 1960 году создана кафедра «Экономика, организация и планирование производства» (сейчас — кафедра «Экономика производства»), ставшая первой экономической кафедрой в Приморском крае. В городе Петропавловск-Камчатский был открыт филиал института, позднее ставший Камчатским государственным техническим университетом.
В 1962 году был основан мореходный факультет подготовки инженеров-судомехаников, инженеров-судоводителей, а также при участии ВЛКСМ создан первый студенческий путинный отряд «Голубой меридиан».
В 1964 году создан инженерно-экономический факультет, а в 1968 году — факультет повышения квалификации (ФПК).
20 декабря 1996 года приказом № 223 Дальневосточный государственный институт рыбной промышленности и хозяйства (технический университет) переименован в Дальневосточный государственный технический рыбохозяйственный университет. Также известен под названием Дальрыбвтуз.

## Сотрудничество
В декабре 1991 года было подписано соглашение о сотрудничестве с Морским университетом города Щецин.
В 1994 году на основании Соглашения между правительствами России и Японии в институте состоялось открытие Учебно-производственного технологического центра (УПТЦ) с целью разработки современных технологий производства продуктов питания из океанического сырья.
6 ноября 1997 года состоялось подписание договора о сотрудничестве в области образования, науки и техники с Даляньским университетом морского хозяйства.
20 октября 1997 года подписан Меморандум о сотрудничестве в области образования и науки с Северо-Восточным сельскохозяйственным университетом (Харбин).
24 июня 1999 года открыт международный факультет.
8 апреля 2004 года Шанхае подписан Меморандум о сотрудничестве в области образования и науки с Шанхайским рыбохозяйственным университетом.
7 декабря 2005 года подписан Меморандум о сотрудничестве в области образования и науки с Институтом информатики «Ньюсофт» при Северо-восточном университете, г. Далянь.
3 ноября 2006 года подписан Меморандум о сотрудничестве в области науки и образования с Харбинским инженерным университетом.
В декабре 2006 создан Славянский технический рыбохозяйственный институт (филиал) ФГОУ ВПО «Дальрыбвтуз».
23 февраля 2007 года в Сингапурском политехническом институте состоялось подписание Меморандума о сотрудничестве в области образования и науки между Дальрыбвтуз и Сингапурским политехническим институтом, а также входящей в его состав Сингапурской морской академией. Также был подписан Меморандум о сотрудничестве с Ташкентским государственным техническим университетом.
2 ноября 2007 года учебное парусное судно Дальрыбвтуза «Паллада» отправилось в кругосветное плавание, посвящённое 190-летию кругосветного плавания российских кораблей под командованием Ф. Ф. Беллинсгаузена и М. П. Лазарева и 50-летию начала российских исследований Антарктиды.
В ноябре 2008 года состоялось подписане Меморандум между Дальрыбвтузом и Чжэцзянским океанологическим университетом в области образования и науки с целью обмена опытом и изучения действующих технологий по разведению рыб и морских гидробионтов, а также для осуществления стажировки биологов и специалистов в области рыбного хозяйства со знанием китайского языка.
20 февраля 2009 году с Чанчуньским университетом подписано два договора в области образования и науки, для осуществления образовательных программы по изучению русского и китайского языка, а также проведения совместных исследований в области пищевых продуктов на основе гидробионтов и сельскохозяйственного сырья растительного происхождения.